# Ceromya longimana
Ceromya longimana är en tvåvingeart som först beskrevs av Louis-Paul Mesnil 1957. Ceromya longimana ingår i släktet Ceromya och familjen parasitflugor.
Artens utbredningsområde är Myanmar. Inga underarter finns listade i Catalogue of Life.